# Gianni Berengo Gardin

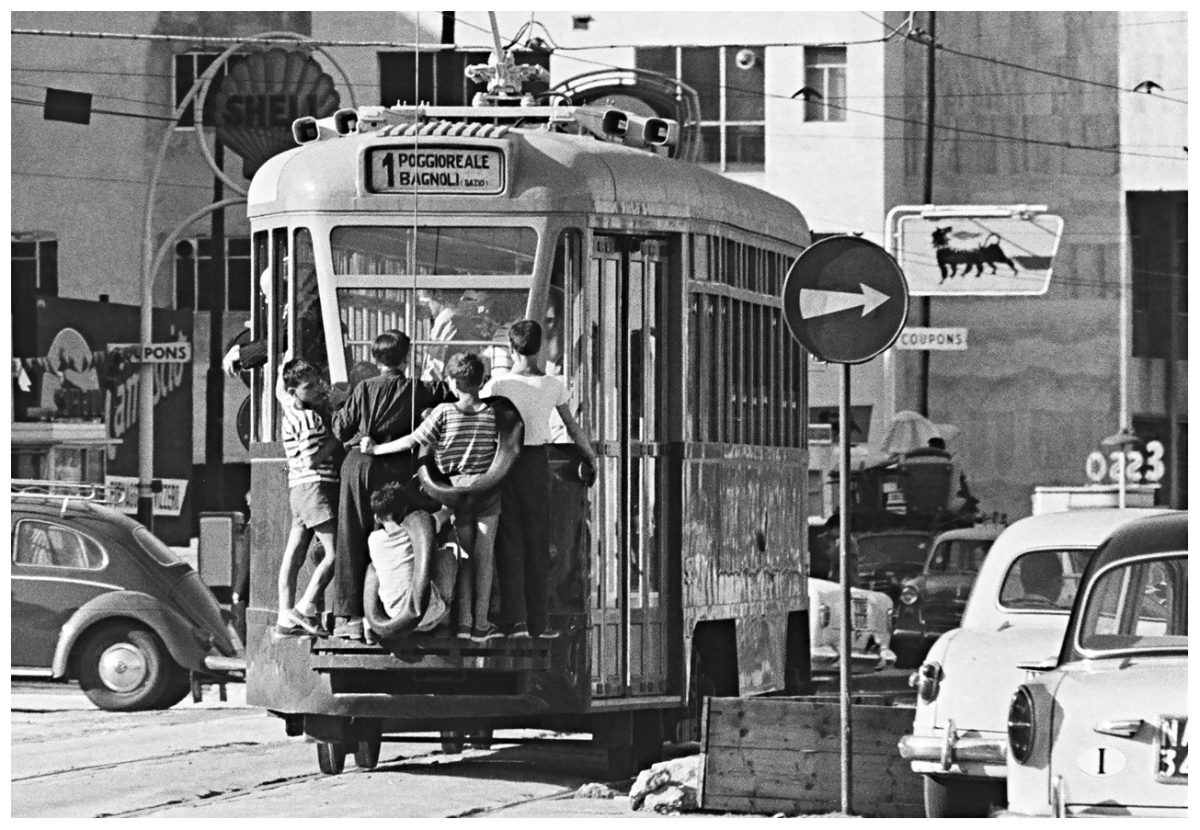
Chlapci z Neapole jedou na elektrické tramvaji, 1960

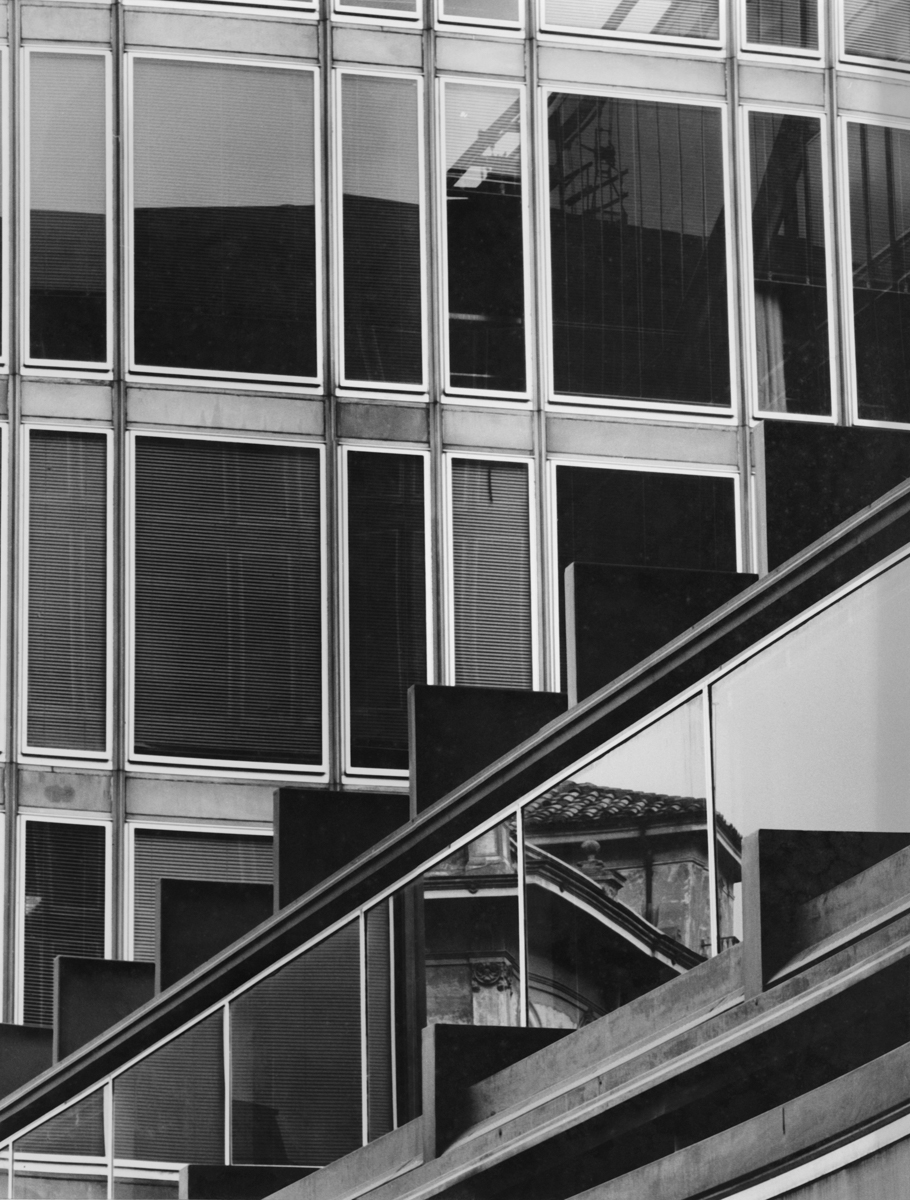
Generální ředitelství RAI, Viale Mazzini, Řím, 2020

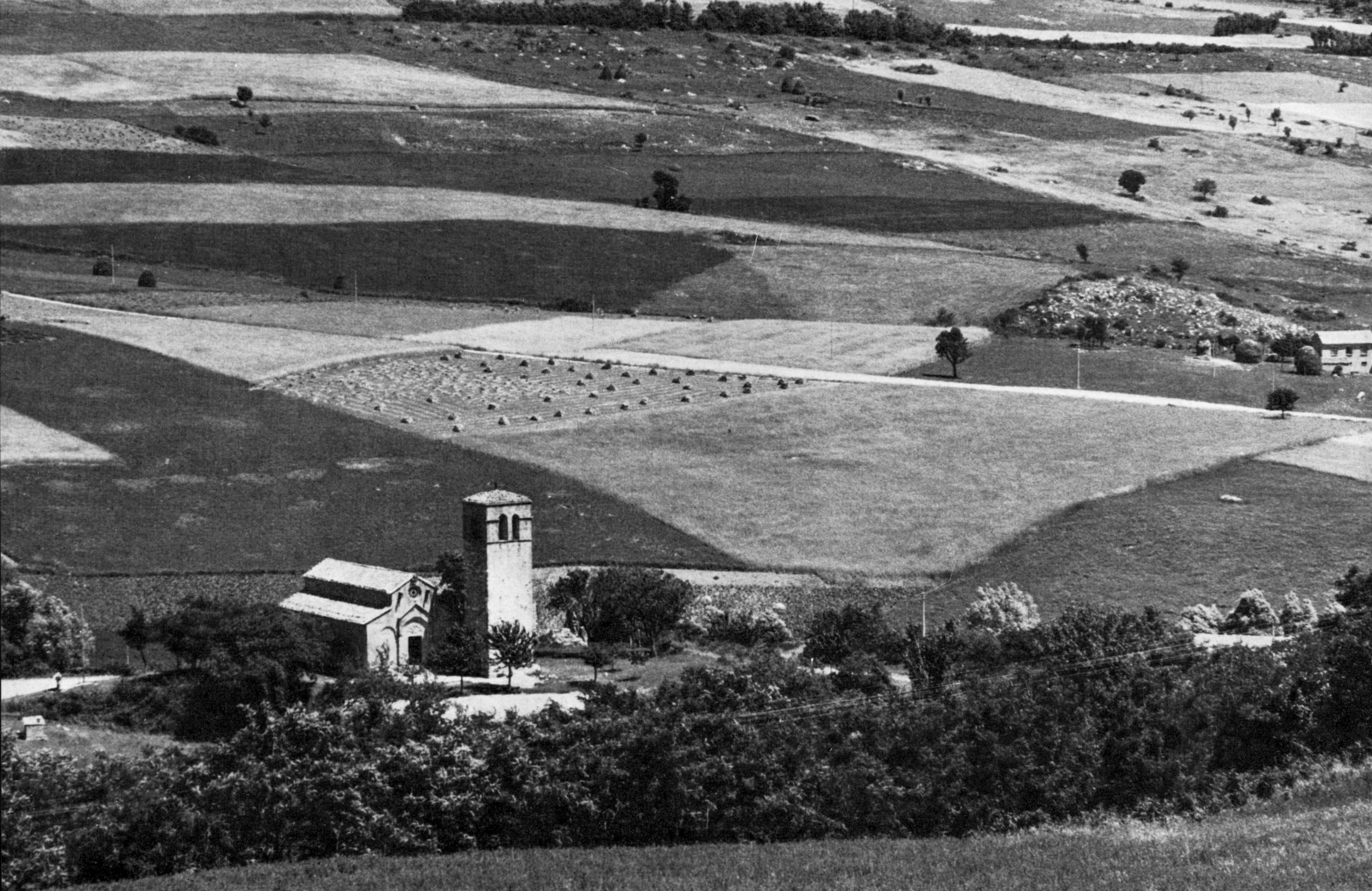
Kostel Santa Maria della Strada na území obce Matrice (provincie Campobasso). Celkový pohled, 1970.

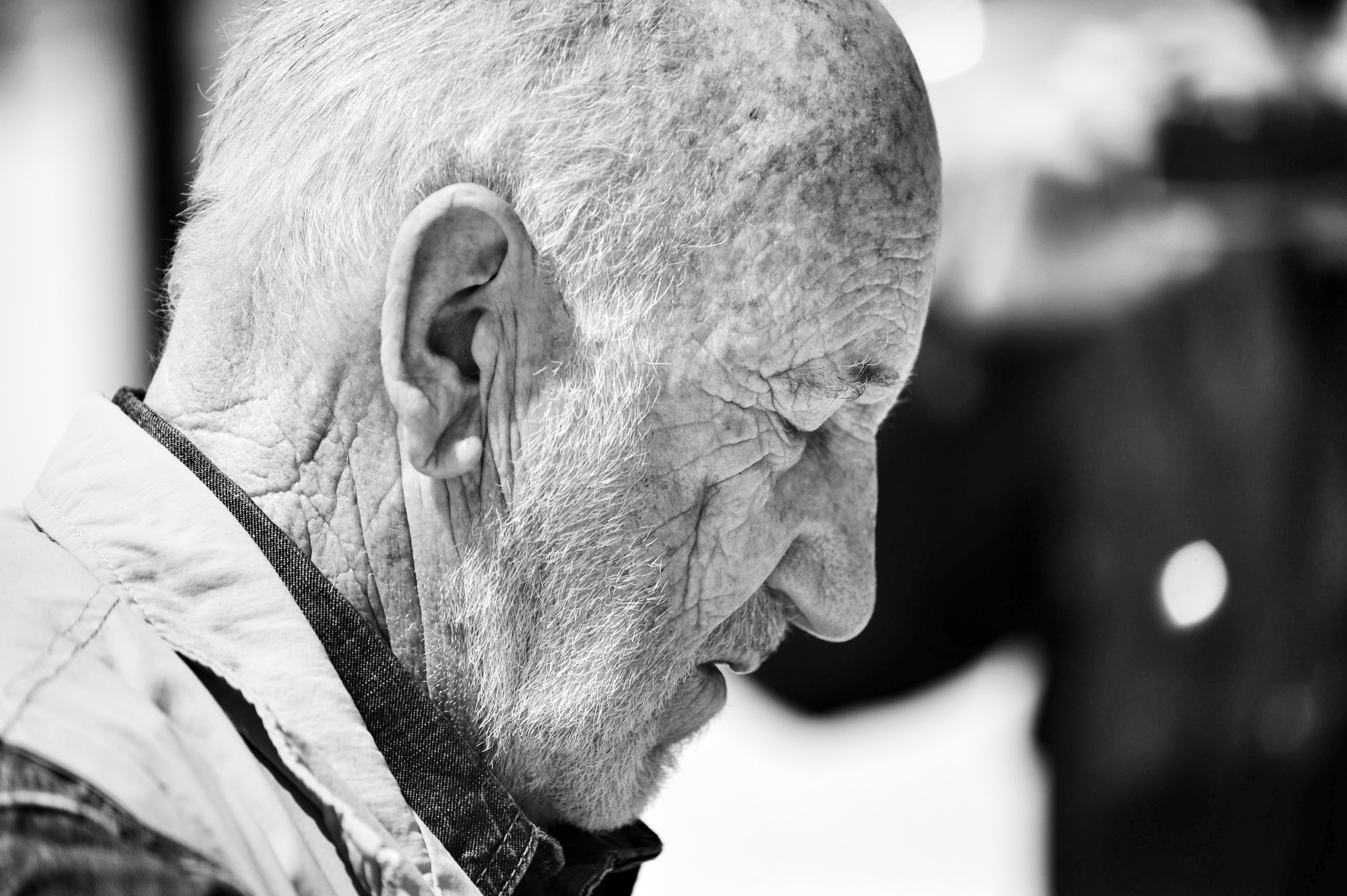
Gianni Berengo Gardin, 2015

Gianni Berengo Gardin (10. října 1930 – 7. srpna 2025) byl italský fotograf, který se zaměřoval na reportážní a redakční práci, ale jeho kariéra fotografa zahrnovala i knižní ilustraci a reklamu.
„Bezpochyby nejvýznamnější fotograf v Itálii v druhé polovině 20. století“, „přes padesát let fotografuje Gianni Berengo Gardin s pokorou a vášní velkého řemeslníka.“

## Život a kariéra
Narodil se 10. října 1930 v Santa Margherita Ligure,:s.12 Berengo Gardin žil ve Švýcarsku, Římě, Paříži a Benátkách, než v roce 1954 začal pracovat jako amatérský fotograf. Jako fotograf byl samouk, fotografii se učil během dvou let strávených v Paříži, kde pracoval s dalšími fotografy.
V roce 1954, kdy působil prvním rokem jako fotograf, byly jeho první fotografie publikovány v Il Mondo.:s.124 Tento časopis, redigovaný Mariem Pannunziem, patřil k časopisům, do kterých rádi posílali svá díla amatéři i profesionálové, ačkoli až do roku 1959 nebyly fotografie připisovány konkrétním fotografům. „Sledoval fotografickou estetiku, která upřednostňovala pouliční scény a zvláštní, ironická či bizarní setkání ve městě i na venkově“:s.122 a „více než třetinu fotografií publikovaných v Il Mondo pořídil [Berengo Gardin].“:s.124 Jeho „vzácná schopnost zachytit simultánní děje a objekty v jednom záběru ho stavěla do role vynikajícího kandidáta pro pouliční život, o který Pannunzio usiloval.“:s.124–125 Berengo Gardin později nechával eseje o fotografii publikovat v magazínech Domus, Epoca, l'Espresso, Stern, Time, Vogue Italia; Réalités; Le Figaro; a La Repubblica.
V roce 1962 se stal profesionálem a o dva roky později se přestěhoval do Milána, kde žil od roku 1975.
V letech 1966 až 1983 Berengo Gardin spolupracoval s Touring Club Italiano a poskytoval velkou část nebo všechny fotografie pro knihy o regionech Itálie a dalších evropských zemích či jejich městech: Vrcholem své kariéry jednou označil „Práci, kterou jsem dělal ve Velké Británii pro Touring Club v roce 1978“ (a dodal, že „miloval jsem auta: měl jsem Austin a MG“). Podobnou práci dělal pro vydavatelství Istituto Geografico De Agostini (později De Agostini Publishing). V roce 1979 začal Berengo Gardin spolupracovat s Renzem Pianem a fotografoval proces navrhování jeho budov. Berengo Gardin také spolupracoval s významnými italskými firmami – Alfa Romeo, Fiat, Italsider (později Ilva), Olivetti a dalšími – a zobrazoval pracovní život zaměstnanců, spíše než produkty.
Na začátku 90. let strávil Berengo Gardin nějaký čas mezi Romy (Zingari) v Itálii v naději, že ukáže jejich životy zevnitř. Výsledkem byly dvě vysoce ceněné knihy, La disperata allegria (Florencie) a Zingari a Palermo (1994 a 1997).
Od roku 1990 Berenga Gardina zastupovala společnost Contrasto.
Berengo Gardin byl aktivní i po svých osmdesáti letech. Nedávným úkolem pro deník La Repubblica bylo fotografovat obří výletní lodě, které ohrožují ekosystém Benátek.
Berengo Gardin vlastnil rozsáhlý archiv s více než 1,5 miliony negativů. Tento archiv, včetně negativů, tisků, dokumentů a fotoaparátů, bude spravovat milánská nadace FORMA (Fondazione FORMA per la Fotografia, odnož společnosti Contrasto). (Další materiál je v Muzeu moderního umění v New Yorku.)
Berengo Gardin jmenoval mezi fotografy, kteří na něj měli vliv, francouzské fotografy Henri Cartier-Bresson, Willy Ronis, Édouard Boubat a Robert Doisneau; další jmenovali italskou skupinu La Gondola a amerického fotografa W. Eugena Smithe.:s.126
Gianni Berengo Gardin patří k velké generaci poetických dokumentaristů, kteří rádi komponují s určitou myšlenkou [...] Jeho sympatie vždy patřily těm, jejichž každodenní aktivity podporují strukturu společnosti: dělníkům, lékařům, kněžím a dokonce i potulným hudebníkům.

## Vaporetto, Benátky, 1960
Gardinův „nejznámější obraz Benátek“, často označovaný jako Vaporetto, Benátky, 1960:
byl pořízen v roce 1960 ve vaporettu se zrcadlovými dveřmi, takže cestující jsou uvězněni v mozaice odrazů. Zároveň všední – cestující jsou obyčejní dojíždějící – a exotický, zachycuje paradox města uvězněného v nadbytku reprezentace.

Berengo Gardin popisuje, jak fotografie vznikla:
Bylo mi 30 let, bydlel jsem na Lidu v Benátkách a každé ráno jsem jezdil vaporettem, neboli vodním autobusem, do San Marca, kde jsem pracoval. [...] Byla to vlastně jen otázka štěstí. Hodně jsem fotil architekturu a tohle byl spontánní snímek: pořídil jsem jen jeden. Uprostřed je odraz ve skleněných dveřích vaporetta, za kterým stojí muž oblečený v černém. Kdyby měl na sobě bílé, snímek by se nepovedl.
Fotografie byla zahrnuta do knihy Berenga Gardina s názvem Venise des saisons (Benátky ročních období) z roku 1965. Byla vřele přijata; Henri Cartier-Bresson:
zařadil [tuto fotografii] mezi 80 nejvýznamnějších fotografií, které kdy byly pořízeny. Současná přítomnost pohledů a záběrů v záběru z ní činí výjimečnou montáž různých prostorů a lidských postav ve fotoaparátu, připomínající Velasquezovy iluze a naznačující rozmanité umělecké vlivy tohoto fotografa: francouzskou školu reportáže (Doisneau, Boubat, Ronis) a skupinu benátských fotografů s názvem La Gondola [...] a působivé ztvárnění černé a bílé Eugena Smitha. Na konci 50. let 20. století se zdálo, že tento nový druh reportáže smířil sociální dokument se subjektivním zkoumáním světa fotografem, a tím ukončil spor o formu a obsah, který rozděloval mnoho poválečných tvůrců obrazu.

## Knihy

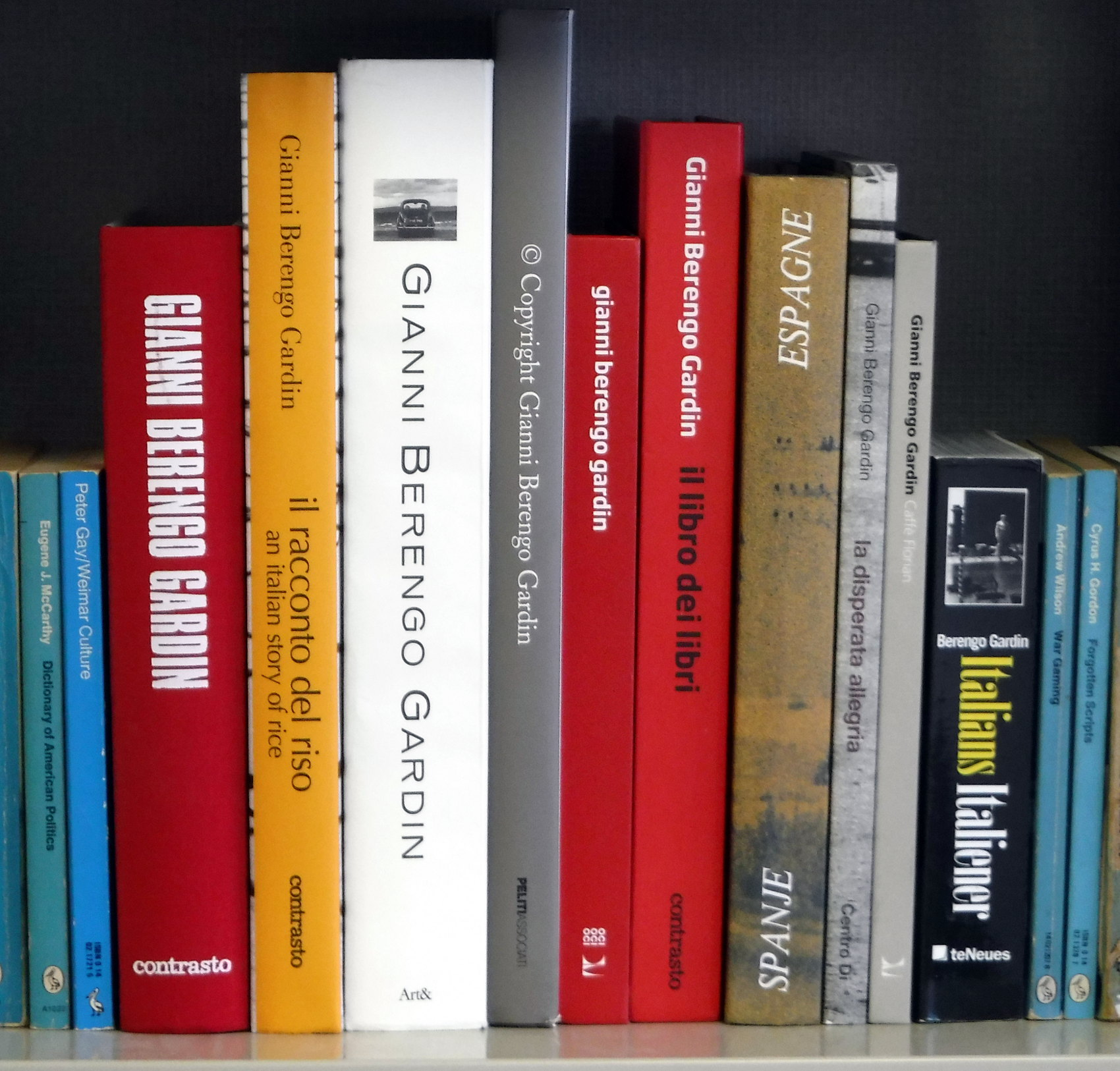
Malý výběr fotoknih od Gianniho Berenga Gardina (vedle irelevantních Pelikanů)

Berengo Gardin byl jediným nebo hlavním přispěvatelem k velkému počtu fotoknih: přesný počet doposud závisí na různých definicích – co je samostatná kniha (na rozdíl od pouhého nového vydání), co je „hlavní“ příspěvek a další – ale jeden odhad z roku 2014 stanovil číslo na 250 (a dodal, že „pouze 10 je barevných“).
Kniha Morire di classe (1969) je pravděpodobně nejslavnější z knih Berenga Gardina. Mezi další oceněné knihy (viz odstavec „Ocenění“) patří India dei villaggi (1981, o indických vesnicích) a La disperata allegria a Zingari a Palermo (1994 a 1997, o Romech ve Florencii a Palermu).
„Knihy jako Dentro le case a Dentro il lavoro patří k nejlepším novinářským záznamům o tom, jak lidé pracovali a žili v poválečné Itálii.“

## Výstavy
Berengo Gardin měl mnoho výstav: v roce 2008 byl jejich počet popsán jako „kolem 200“.  Malý vzorek je uveden níže.
- Architectural Association, Londýn, 1961[19]
- Le Guilde du Livre, Lausanne, 1965[19]
- Il nuovo impegno. Il Diaframma, Milan, 1968. Vystavující: Berengo Gardin, Cesare Colombo a Toni Nicolini.[20]
- Napoli '81. Sette fotografi per una nuova immagine. Naples, 1981–1982. Photographs of Naples by Berengo Gardin, Mario Cresci, Roberto Salbitani, Franco Fontana, Luigi Ghirri, Mimmo Jodice a Antonia Mulas.[21]
- Fotografie di Gianni Berengo Gardin per Il Mondo dal 1954 al 1965. Palazzo Dugani, Milan, 1985.[22]
- Trouver Trieste. Eiffelova věž, 1985–1986. Fotografie Terstu od různých fotografů.[23]
- Bologna Museum of Modern Art, 1987[19]
- Rencontres internationales de la photographie d'Arles, 1987.[7][19][24]
- Refettorio delle Stelline, Milan, 1988[19]
- Photographs of women. Řím, 1989.[25]
- Milan, 1990.[7]
- Paris, 1990[7]
- Musée de l'Élysée, Lausanne, 1991[19]
- Fotografi italiani, Accademia Carrara, Bergamo, 1993[19]
- Gianni Berengo Gardin, un nomade fotografo. Giardino delle Oblate, Florence, 1994. About Romani people in Florence.[26]
- Ring. Galleria d'arte moderna, Bologna, 1994. Fotografie: Berengo Gardin a Gabriele Basilico.[27]
- Artelaguna '95: opere d'arte per la laguna di Venezia. 1995.[28]
- The Italian Metamorphosis, 1943–1968 (group exhibition). Solomon R. Guggenheim Museum, New York, 1994–1995.[29]
- Leica Gallery, New York, 1999.[7]
- Gianni Berengo Gardin, Maison de la photographie Robert Doisneau, Paříž, 1997; Museo civico del Santo, Padua, 2001; Palazzo delle Esposizioni, Řím, 2001; Biblioteca Panizzi, Reggio Emilia, 2002; Auditorium, Řím, 2004; La Triennale di Milano, 2004[19]
- Pagine di fotografia italiana 1900–1998, Fondazione Galleria Gottardo, Lugano, 1998[19]
- Memorie di un dilettante: Vintage prints 1952–1960. Galleria Minima Peliti Associati, 1998.[30]
- Exhibition related to Giò Pomodoro. International Cairo Biennale, in Cairo, 1998–1999.[31]
- Palazzo delle Esposizioni, Řím, 2001[7]
- Retrospective. Museo Civico di Padova, Padua, 2001.[32]
- Les Choix d'Henri Cartier-Bresson (group exhibition). Henri Cartier-Bresson Foundation, Paříž, 2003.[19]
- Toscana, gente e territorio. About the people and land of Tuscany. Fondazione Ragghianti (Lucca), 2004.[33]
- Miracolo a Pisogne. Pisogne, 2004. About the sculptor Adolf Vallazza and the painter Girolamo Romanino.[34]
- Piazza Lucretius, 2005.[14]
- Cesare Zavattini. Tra letteratura, cinema, pittura. Pinacoteca Civica di Latina, 2005. About Cesare Zavattini.[35]
- Gianni Berengo Gardin. Maison européenne de la photographie, Paříž, 2005.[7][36]
- L'altro sguardo = Mit anderen Augen = A distinct regard. Bolzano, 2005. About Gustav Mahler Jugendorchester a European Union Youth Orchestra.[37]
- Travelling exhibition about the Hera Group.[38]
- Andrea Martinelli: il volto e l'ombra. Società per le Belle Arti ed Esposizione Permanente, Milan, November–December 2005; Rustin Foundation, Antwerp, 2006; Frisia Museum, Spanbroek-Amsterdam, 2006. About the works of the painter Andrea Martinelli.[39]
- Leopardi: la biblioteca, la casa, l'infinito. Palazzo Ducale, Urbino, 2006. On the house and library of Giacomo Leopardi.[40]
- Exhibition about Carlo Scarpa. Museo Palladio, Vicenza, 2006.[41]
- Un paesaggio italiano. Travelling exhibition about Giovo.[42]
- Exhibition of photographs of the studio of Andrea Martinelli. Casa Cavalier Pellanda, Biasca, 2007–2008.[43]
- Exhibition about Andrea Martinelli. Milan, 2008.[44]
- Mimmo Paladino: ortissima. Palazzo Penotti Ubertini, Orta San Giulio, 2009.[45]
- Peggy Guggenheim, la casa, gli amici, Venezia. Arca, Chiesa di San Marco, Vercelli, Vercelli, 2009. About Peggy Guggenheim.[46]
- Exhibition about Camogli. Fondazione Pier Luigi e Natalina Remotti, Camogli, Italy, 2009–2010.[47]
- Reportrait: incursioni di un reporter nel mondo della cultura = Incursions of a reporter into the world of culture. Palazzo Penotti Ubertini, Orta San Giulio, 2009. Portraits.[48]
- Nei luoghi di Piero della Francesca; Arezzo, Anghiari, Sansepolcro = In Piero della Francesca places. Fotografie: Berengo Gardin a Elliott Erwitt. Palazzo Pichi Sforza, Sansepolcro, 2010.[49]
- Terra da vivere. Palazzo Pretorio (Figline Valdarno), Figline Valdarno, 2011.[50]
- Gianni Berengo Gardin. Storie di un fotografo. Casa dei Tre Oci, Venice, 2013.[51][52]
- Gianni Berengo Gardin. Storie di un fotografo. Královský palác v Miláně,  2013.[53][54]
- Caffè Florian, 2013.[55]
- Gianni Berengo Gardin: Storie di un fotografo. Kurátor: Denis Curti. Dóžecí palác, Genoa, 2014.[56][57]
- Mostri a Venezia (Monsters of Venice). Villa Necchi Campiglio, Milan, 2014. Concerning the problems of large cruise ships in Venice.[9]
- The Sense of a Moment: Gianni Berengo Gardin. Prahlad Bubbar Gallery, Londýn, 2014.[10][58] ("It is the first time Berengo Gardin has shown in Britain since 1975, when Bill Brandt included him in his seminal landscape show at the Victoria and Albert Museum.")[10]
- Venezia e le grandi navi. Negozio Olivetti, Venice,  – 2016.[13]
- Vera fotografia: Reportage, immagini, incontri. Palazzo delle Esposizioni, Řím, 2016. Kurátor: Alessandra Mammì a Alessandra Mauro.[59][60][61]

## Ocenění
- Cena World Press Photo (1963)[7][10]
- Cena Scanno (1981) za knihu India dei villaggi (o indických vesnicích)[7][62]:s.191
- Cena Brassaï na Mois de la Photo v Paříži (1990)[7][62]:s.191
- Cena Leica Oskara Barnacka (1995)  na Rencontres d'Arles za knihu La disperata allegria: vivere da zingari a Firenze (o Romech z Florencie)[7][62]:s.191
- Cena Oscara Goldoniho (1998) za knihu Zingari a Palermo (o Romech v Palermu)[7][62]:s.191
- Lucie Awards za celoživotní dílo (2008)[7][12]
- Čestný titul, Milánská univerzita (2009).[63][64]

## Sbírky
- Calcografia Nazionale, Rome;[7][58] since 1975 Istituto Nazionale per la Grafica[62]:s.191
- Archive of the photography group La Gondola, Venice[62]:s.191
- Centro studi e archivio della comunicazione, University of Parma[62]:s.191
- Centro per la Fotografia San Marino Immagine, San Marino[62]:s.191
- Fondazione Antonio Mazzotta, Milan[62]:s.191
- Galleria Civica di Modena[62]:s.191
- Istituto di Storia dell'Arte, Univerzita v Pise[62]:s.191
- Museo di fotografia Ken Damy, Brescia[62]:s.191
- Francouzská národní knihovna, Pažíž, 76 fotografií.[65]
- Maison européenne de la photographie, Paříž[7][58]
- FNAC, Paříž[7][58][62]:s.191
- Musée de l'Élysée, Lausanne[7][62]:s.191
- Fondation Select, Lausanne[62]:s.191
- Muzeum moderního umění, New York[7][58][62]:s.191
- Budova Organizace spojených národů, New York[62]:s.191
- Eastman House, Rochester, NY[62]:s.191 (nyní George Eastman Museum)

## Publikace
- Gianni Berengo Gardin. Řím: GIART/Contrasto, 2009. V sérii Fotografia italiana: 5 filmů, 5 velkých fotografií.[n 4]:s.252